# Pseudomogoplistes turcicus
Pseudomogoplistes turcicus is een rechtvleugelig insect uit de familie Mogoplistidae. De wetenschappelijke naam van deze soort is voor het eerst geldig gepubliceerd in 1995 door Gorochov.